# Glaresis fritzi
Glaresis fritzi är en skalbaggsart som beskrevs av Martinez, Guido Pereira och Maria Aparecida Vulcano 1961. Glaresis fritzi ingår i släktet Glaresis och familjen Glaresidae. Inga underarter finns listade i Catalogue of Life.